# World Taekwondo Grand Prix 2023
L'edizione del World Taekwondo Grand Prix 2023 si è composta di quattro tappe, concludendosi il 3 dicembre dello stesso anno. 

## Calendario
| Tappa    | Data          | Location   | Note  |
| -------- | ------------- | ---------- | ----- |
| Series 1 | 9–11 giugno   | Roma       | [ 1 ] |
| Series 2 | 1–3 settembre | Parigi     | [ 2 ] |
| Series 3 | 10–12 ottobre | Taiyuan    | [ 3 ] |
| Finale   | 2–3 dicembre  | Manchester | [ 4 ] |

## Vincitori

### Uomini

#### 58kg
| Competizioni | Oro                     | Argento            | Bronzo                               |
| ------------ | ----------------------- | ------------------ | ------------------------------------ |
| Roma         | Adrián Vicente          | Mehdi Haji Mousaei | Jang Jun Abolfazl Zandi              |
| Parigi       | Mehdi Haji Mousaei      | Abolfazl Zandi     | Bailey Lewis Mohamed Khalil Jendoubi |
| Taiyuan      | Mohamed Khalil Jendoubi | Jang Jun           | Park Tae-joon Adrián Vicente         |
| Manchester   | Vito Dell'Aquila        | Adrián Vicente     | Hugo Arillo                          |

#### 68 kg
| Competizioni | Oro              | Argento               | Bronzo                                |
| ------------ | ---------------- | --------------------- | ------------------------------------- |
| Roma         | Ulugbek Rashitov | Levente Józsa         | Marko Golubić Konstantinos Chamalidis |
| Parigi       | Ulugbek Rashitov | Edival Pontes         | Marko Golubić Zaid Al-Halawani        |
| Taiyuan      | Jin Ho-jun       | Souleyman Alaphilippe | Ulugbek Rashitov Javier Pérez         |
| Manchester   | Levente Józsa    | Javier Pérez          | Zaid Kareem                           |

#### 80 kg
| Competizioni | Oro                | Argento                 | Bronzo                             |
| ------------ | ------------------ | ----------------------- | ---------------------------------- |
| Roma         | Saleh Al-Sharabaty | Mehran Barkhordari      | Seo Geon-woo Richard Ordemann      |
| Parigi       | Mehran Barkhordari | Apostolos Telikostoglou | Carl Nickolas Muhammed Emin Yıldız |
| Taiyuan      | Firas Katoussi     | Seo Geon-woo            | Carl Nickolas Jasurbek Jaysunov    |
| Manchester   | Seo Geon-woo       | Seif Eissa              | Carl Nickolas                      |

#### +80 kg
| Competizioni | Oro                 | Argento           | Bronzo                      |
| ------------ | ------------------- | ----------------- | --------------------------- |
| Roma         | Caden Cunningham    | Nikita Rafalovich | Song Zhaoxiang Ivan Šapina  |
| Parigi       | Cheick Sallah Cissé | Caden Cunningham  | Paško Božić Carlos Sansores |
| Taiyuan      | Vladislav Larin     | Nikita Rafalovich | Kang Sang-hyun Ivan Šapina  |
| Manchester   | Cheick Sallah Cissé | Maicon Andrade    | Iván García                 |

### Donne

#### 49 kg
| Competizioni | Oro                    | Argento        | Bronzo                           |
| ------------ | ---------------------- | -------------- | -------------------------------- |
| Roma         | Panipak Wongpattanakit | Adriana Cerezo | Mobina Nematzadeh Guo Qing       |
| Parigi       | Merve Dinçel           | Adriana Cerezo | Wang Xiaolu Mobina Nematzadeh    |
| Taiyuan      | Panipak Wongpattanakit | Guo Qing       | Madinabonu Mannopova Kang Mi-reu |
| Manchester   | Panipak Wongpattanakit | Adriana Cerezo | Merve Dinçel                     |

#### 57 kg
| Competizioni | Oro         | Argento      | Bronzo                            |
| ------------ | ----------- | ------------ | --------------------------------- |
| Roma         | Jade Jones  | Nahid Kiani  | Faith Dillon Kim Yu-jin           |
| Parigi       | Jade Jones  | Luo Zongshi  | Hatice Kübra İlgün Aaliyah Powell |
| Taiyuan      | Skylar Park | Nahid Kiani  | Lee Ah-reum Tatiana Minina        |
| Manchester   | Luo Zongshi | Faith Dillon | Aaliyah Powell                    |

#### 67 kg
| Competizioni | Oro                | Argento      | Bronzo                               |
| ------------ | ------------------ | ------------ | ------------------------------------ |
| Roma         | Song Jie           | Sarah Chaâri | Magda Wiet-Hénin Aya Shehata         |
| Parigi       | Zhang Mengyu       | Song Jie     | Hong Hyo-rim Magda Wiet-Hénin        |
| Taiyuan      | Aleksandra Perišić | Sarah Chaâri | Elizabeth Anyanacho Julyana Al-Sadeq |
| Manchester   | Sarah Chaâri       | Zhang Mengyu | Julyana Al-Sadeq                     |

#### +67 kg
| Competizioni | Oro           | Argento               | Bronzo                           |
| ------------ | ------------- | --------------------- | -------------------------------- |
| Roma         | Xu Lei        | Althéa Laurin         | Rebecca McGowan Zhou Zeqi        |
| Parigi       | Althéa Laurin | Rebecca McGowan       | Sude Yaren Uzunçavdar Lee Da-bin |
| Taiyuan      | Xu Lei        | Sude Yaren Uzunçavdar | Lorena Brandl Lee Da-bin         |
| Manchester   | Lee Da-bin    | Rebecca McGowan       | Althéa Laurin                    |

## Medagliere
| Posiz. | Nazione                     | Oro | Argento | Bronzo | Totale |
| ------ | --------------------------- | --- | ------- | ------ | ------ |
| 1      | Cina                        | 5   | 4       | 4      | 13     |
| 2      | Regno Unito                 | 3   | 3       | 3      | 9      |
| 3      | Corea del Sud               | 3   | 2       | 10     | 15     |
| 4      | Thailandia                  | 3   | 0       | 0      | 3      |
| 5      | Iran                        | 2   | 5       | 3      | 10     |
| 5      | Spagna                      | 1   | 5       | 4      | 10     |
| 7      | Uzbekistan                  | 2   | 2       | 3      | 7      |
| 8      | Tunisia                     | 2   | 0       | 1      | 3      |
| 8      | Belgio                      | 1   | 2       | 0      | 3      |
| 10     | Costa d'Avorio              | 2   | 0       | 0      | 2      |
| 11     | Giordania                   | 1   | 0       | 4      | 5      |
| 12     | Francia                     | 1   | 2       | 3      | 6      |
| 13     | Turchia                     | 1   | 1       | 4      | 6      |
| 14     | Ungheria                    | 1   | 1       | 0      | 2      |
| 15     | Atleti Individuali Neutrali | 1   | 0       | 1      | 2      |
| 16     | Canada                      | 1   | 0       | 0      | 1      |
| 16     | Italia                      | 1   | 0       | 0      | 1      |
| 16     | Serbia                      | 1   | 0       | 0      | 1      |
| 19     | Brasile                     | 0   | 2       | 0      | 2      |
| 20     | Stati Uniti                 | 0   | 1       | 4      | 5      |
| 21     | Egitto                      | 0   | 1       | 1      | 2      |
| 21     | Grecia                      | 0   | 1       | 1      | 2      |
| 23     | Croazia                     | 0   | 0       | 5      | 5      |
| 24     | Australia                   | 0   | 0       | 1      | 1      |
| 24     | Germania                    | 0   | 0       | 1      | 1      |
| 24     | Messico                     | 0   | 0       | 1      | 1      |
| 24     | Nigeria                     | 0   | 0       | 1      | 1      |
| 24     | Norvegia                    | 0   | 0       | 1      | 1      |
| Totale | Totale                      | 32  | 32      | 56     | 120    |